# E3 Saxo Classic 2025
E3 Saxo Classic 2025 var den 67:e upplagan av det belgiska cykelloppet E3 Saxo Bank Classic. Tävlingen avgjordes den 28 mars 2025 med både start och målgång i Harelbeke. Loppet var en del av UCI World Tour 2025 och vanns av nederländske Mathieu van der Poel från cykellaget Alpecin–Deceuninck.

## Deltagande lag
| WorldTeams (18)- Alpecin-Deceuninck - Arkéa-B&B Hotels - XDS Astana Team - Bahrain-Victorious - Cofidis - Decathlon AG2R La Mondiale Team - EF Education-EasyPost - Groupama-FDJ - Ineos Grenadiers - Intermarché-Wanty - Lidl-Trek - Movistar Team - Red Bull-BORA-hansgrohe - Soudal Quick-Step - Team Picnic-PostNL - Team Jayco AlUla - Team Visma \| Lease a Bike - UAE Team Emirates XRG ProTeams (7)- Israel-Premier Tech - Lotto - Q36.5 Pro Cycling Team - Team Flanders-Baloise - Team TotalEnergies - Tudor Pro Cycling Team - Uno-X Mobility |
| |

## Resultat
| \| Totaltävlingen \| Totaltävlingen \| Totaltävlingen \| Totaltävlingen \| Totaltävlingen \| \| Cyklist \| Cyklist \| Lag \| Tid \| \| \| -------------- \| -------------------- \| -------------------------- \| -------------- \| -------------- \| \| 1. \| Mathieu van der Poel \| Alpecin-Deceuninck \| 4t 38' 11" \| \| \| 2. \| Mads Pedersen \| Lidl-Trek \| + 1' 05" \| \| \| 3. \| Filippo Ganna \| Ineos Grenadiers \| + 2' 04" \| \| \| 4. \| Casper Pedersen \| Soudal Quick-Step \| + 2' 33" \| \| \| 5. \| Jasper Stuyven \| Lidl-Trek \| + 2' 33" \| \| \| 6. \| Stefan Küng \| Groupama-FDJ \| + 2' 33" \| \| \| 7. \| Aimé De Gendt \| Cofidis \| + 2' 33" \| \| \| 8. \| Tim Wellens \| UAE Team Emirates XRG \| + 2' 35" \| \| \| 9. \| Matteo Jorgenson \| Team Visma \\| Lease a Bike \| + 2' 38" \| \| \| 10. \| Mike Teunissen \| XDS Astana Team \| + 2' 43" \| \| |                      |                            |            |
| |                      |                            |            |
| Källa: ProCyclingStats |                      |                            |            |
| Totaltävlingen |                      |                            |            |
| Cyklist | Cyklist              | Lag                        | Tid        |
| 1. | Mathieu van der Poel | Alpecin-Deceuninck         | 4t 38' 11" |
| 2. | Mads Pedersen        | Lidl-Trek                  | + 1' 05"   |
| 3. | Filippo Ganna        | Ineos Grenadiers           | + 2' 04"   |
| 4. | Casper Pedersen      | Soudal Quick-Step          | + 2' 33"   |
| 5. | Jasper Stuyven       | Lidl-Trek                  | + 2' 33"   |
| 6. | Stefan Küng          | Groupama-FDJ               | + 2' 33"   |
| 7. | Aimé De Gendt        | Cofidis                    | + 2' 33"   |
| 8. | Tim Wellens          | UAE Team Emirates XRG      | + 2' 35"   |
| 9. | Matteo Jorgenson     | Team Visma \| Lease a Bike | + 2' 38"   |
| 10. | Mike Teunissen       | XDS Astana Team            | + 2' 43"   |

## Startlista
| Alpecin-Deceuninck ADC          | Alpecin-Deceuninck ADC     | Alpecin-Deceuninck ADC |
| ------------------------------- | -------------------------- | ---------------------- |
| #                               | Cyklist                    | Placering              |
| 1                               | Mathieu van der Poel (NED) | 1.                     |
| 2                               | Tobias Bayer (AUT)         | DNF                    |
| 3                               | Xandro Meurisse (BEL)      | 49.                    |
| 4                               | Juri Hollmann (GER)        | DNF                    |
| 5                               | Silvan Dillier (SUI)       | DNF                    |
| 6                               | Oscar Riesebeek (NED)      | 127.                   |
| 7                               | Gianni Vermeersch (BEL)    | 16.                    |
| Sportchef : Christoph Roodhooft |                            |                        |

| UAE Team Emirates XRG UAD | UAE Team Emirates XRG UAD   | UAE Team Emirates XRG UAD |
| ------------------------- | --------------------------- | ------------------------- |
| #                         | Cyklist                     | Placering                 |
| 11                        | Florian Vermeersch (BEL)    | 24.                       |
| 12                        | Filippo Baroncini (ITA)     | DNF                       |
| 13                        | Mikkel Bjerg (DEN)          | 51.                       |
| 14                        | António Morgado (POR)       | 33.                       |
| 15                        | Juan Sebastián Molano (COL) | DNF                       |
| 16                        | Nils Politt (GER)           | 18.                       |
| 17                        | Tim Wellens (BEL)           | 8.                        |
| Sportchef : Marco Marcato |                             |                           |

| Team Visma \| Lease a Bike TVL | Team Visma \| Lease a Bike TVL | Team Visma \| Lease a Bike TVL |
| ------------------------------ | ------------------------------ | ------------------------------ |
| #                              | Cyklist                        | Placering                      |
| 21                             | Wout van Aert (BEL)            | 15.                            |
| 22                             | Edoardo Affini (ITA)           | 78.                            |
| 23                             | Tiesj Benoot (BEL)             | 20.                            |
| 24                             | Julien Vermote (BEL)           | DNF                            |
| 25                             | Matteo Jorgenson (USA)         | 9.                             |
| 26                             | Dylan van Baarle (NED)         | 65.                            |
| 27                             | Tosh Van der Sande (BEL)       | 129.                           |
| Sportchef : Arthur Van Dongen  |                                |                                |

| Soudal Quick-Step SOQ   | Soudal Quick-Step SOQ   | Soudal Quick-Step SOQ |
| ----------------------- | ----------------------- | --------------------- |
| #                       | Cyklist                 | Placering             |
| 31                      | Luke Lamperti (USA)     | 39.                   |
| 32                      | Louis Vervaeke (BEL)    | DNF                   |
| 33                      | Gil Gelders (BEL)       | DNF                   |
| 34                      | Casper Pedersen (DEN)   | 4.                    |
| 35                      | Pepijn Reinderink (NED) | 80.                   |
| 36                      | Jordi Warlop (BEL)      | DNF                   |
| 37                      | Dries Van Gestel (BEL)  | DNF                   |
| Sportchef : Iljo Keisse |                         |                       |

| Intermarché-Wanty IWA      | Intermarché-Wanty IWA                | Intermarché-Wanty IWA |
| -------------------------- | ------------------------------------ | --------------------- |
| #                          | Cyklist                              | Placering             |
| 41                         | Biniam Girmay (ERI)                  | 22.                   |
| 42                         | Vito Braet (BEL)                     | 31.                   |
| 43                         | Hugo Page (FRA)                      | 74.                   |
| 44                         | Jonas Rutsch (GER)                   | 53.                   |
| 45                         | Roel Daan van Sintmaartensdijk (NED) | DNF                   |
| 46                         | Adrien Petit (FRA)                   | DNF                   |
| 47                         | Taco van der Hoorn (NED)             | 128.                  |
| Sportchef : Dimitri Claeys |                                      |                       |

| XDS Astana Team XAT         | XDS Astana Team XAT     | XDS Astana Team XAT |
| --------------------------- | ----------------------- | ------------------- |
| #                           | Cyklist                 | Placering           |
| 51                          | Aaron Gate (NZL)        | 112.                |
| 52                          | Yevgeniy Fedorov (KAZ)  | 13.                 |
| 53                          | Michele Gazzoli (ITA)   | 43.                 |
| 54                          | Matteo Malucelli (ITA)  | DNF                 |
| 55                          | Alessandro Romele (ITA) | DNS                 |
| 56                          | Mike Teunissen (NED)    | 10.                 |
| 57                          | Davide Toneatti (ITA)   | 48.                 |
| Sportchef : Laurenzo Lapage |                         |                     |

| Bahrain Victorious TBV   | Bahrain Victorious TBV    | Bahrain Victorious TBV |
| ------------------------ | ------------------------- | ---------------------- |
| #                        | Cyklist                   | Placering              |
| 61                       | Matej Mohorič (SLO)       | DNF                    |
| 62                       | Alberto Bruttomesso (ITA) | DNF                    |
| 63                       | Roman Ermakov (RUS)       | 103.                   |
| 64                       | Kamil Gradek (POL)        | 92.                    |
| 65                       | Vlad Van Mechelen (BEL)   | 35.                    |
| 66                       | Robert Stannard (AUS)     | 38.                    |
| 67                       | Fred Wright (GBR)         | 109.                   |
| Sportchef : Michał Gołaś |                           |                        |

| Red Bull-Bora-Hansgrohe RBH | Red Bull-Bora-Hansgrohe RBH | Red Bull-Bora-Hansgrohe RBH |
| --------------------------- | --------------------------- | --------------------------- |
| #                           | Cyklist                     | Placering                   |
| 71                          | Laurence Pithie (NZL)       | 73.                         |
| 72                          | Gianni Moscon (ITA)         | DNF                         |
| 73                          | Filip Maciejuk (POL)        | 95.                         |
| 74                          | Mick van Dijke (NED)        | 81.                         |
| 75                          | Sam Welsford (AUS)          | DNF                         |
| 76                          | Oier Lazkano (ESP)          | DNF                         |
| 77                          | Tim van Dijke (NED)         | 19.                         |
| Sportchef : Roger Hammond   |                             |                             |

| Cofidis COF                  | Cofidis COF             | Cofidis COF |
| ---------------------------- | ----------------------- | ----------- |
| #                            | Cyklist                 | Placering   |
| 81                           | Aimé De Gendt (BEL)     | 7.          |
| 82                           | Clément Izquierdo (FRA) | 82.         |
| 83                           | Oliver Knight (GBR)     | 113.        |
| 84                           | Jan Maas (NED)          | 97.         |
| 85                           | Eddy Finé (FRA)         | DNF         |
| 86                           | Sam Maisonobe (FRA)     | 71.         |
| 87                           | Ludovic Robeet (BEL)    | 132.        |
| Sportchef : Thierry Marichal |                         |             |

| Decathlon-AG2R La Mondiale DAT | Decathlon-AG2R La Mondiale DAT           | Decathlon-AG2R La Mondiale DAT |
| ------------------------------ | ---------------------------------------- | ------------------------------ |
| #                              | Cyklist                                  | Placering                      |
| 91                             | Oliver Naesen (BEL)                      | 12.                            |
| 92                             | Dries De Bondt (BEL)                     | 50.                            |
| 93                             | Sander De Pestel (BEL)                   | 66.                            |
| 94                             | Oscar Chamberlain (AUS)                  | 98.                            |
| 95                             | Pierre Gautherat (FRA)                   | 26.                            |
| 96                             | Rasmus Søjberg Pedersen (DEN) (landsväg) | 96.                            |
| 97                             | Aurélien Paret-Peintre (FRA)             | 62.                            |
| Sportchef : Julien Jurdie      |                                          |                                |

| EF Education-EasyPost EFE | EF Education-EasyPost EFE | EF Education-EasyPost EFE |
| ------------------------- | ------------------------- | ------------------------- |
| #                         | Cyklist                   | Placering                 |
| 101                       | Owain Doull (GBR)         | 44.                       |
| 102                       | Vincenzo Albanese (ITA)   | 36.                       |
| 103                       | Madis Mihkels (EST)       | 88.                       |
| 104                       | Jack Rootkin-Gray (GBR)   | 106.                      |
| 105                       | Harry Sweeny (AUS)        | 63.                       |
| 106                       | Neilson Powless (USA)     | 64.                       |
| 107                       | Max Walker (GBR)          | 126.                      |
| Sportchef : Andreas Klier |                           |                           |

| Groupama-FDJ GFC             | Groupama-FDJ GFC        | Groupama-FDJ GFC |
| ---------------------------- | ----------------------- | ---------------- |
| #                            | Cyklist                 | Placering        |
| 111                          | Stefan Küng (SUI)       | 6.               |
| 112                          | Lewis Askey (GBR)       | 75.              |
| 113                          | Sven Erik Bystrøm (NOR) | 123.             |
| 114                          | Johan Jacobs (SUI)      | 40.              |
| 115                          | Olivier Le Gac (FRA)    | DNF              |
| 116                          | Valentin Madouas (FRA)  | 17.              |
| 117                          | Clément Russo (FRA)     | 114.             |
| Sportchef : Frédéric Guesdon |                         |                  |

| Ineos Grenadiers IGD     | Ineos Grenadiers IGD | Ineos Grenadiers IGD |
| ------------------------ | -------------------- | -------------------- |
| #                        | Cyklist              | Placering            |
| 121                      | Filippo Ganna (ITA)  | 3.                   |
| 122                      | Tobias Foss (NOR)    | 125.                 |
| 123                      | Bob Jungels (LUX)    | 54.                  |
| 124                      | Connor Swift (GBR)   | 77.                  |
| 125                      | Josh Tarling (GBR)   | 60.                  |
| 126                      | Ben Turner (GBR)     | DNF                  |
| 127                      | Samuel Watson (GBR)  | 76.                  |
| Sportchef : Ian Stannard |                      |                      |

| Lidl-Trek LTK            | Lidl-Trek LTK             | Lidl-Trek LTK |
| ------------------------ | ------------------------- | ------------- |
| #                        | Cyklist                   | Placering     |
| 131                      | Mads Pedersen (DEN)       | 2.            |
| 132                      | Tim Declercq (BEL)        | DNF           |
| 133                      | Alex Kirsch (LUX)         | 52.           |
| 134                      | Toms Skujiņš (LAT)        | 11.           |
| 135                      | Jasper Stuyven (BEL)      | 5.            |
| 136                      | Tim Torn Teutenberg (GER) | 131.          |
| 137                      | Mathias Vacek (CZE)       | DNF           |
| Sportchef : Grégory Rast |                           |               |

| Movistar Team MOV            | Movistar Team MOV         | Movistar Team MOV |
| ---------------------------- | ------------------------- | ----------------- |
| #                            | Cyklist                   | Placering         |
| 141                          | Iván García Cortina (ESP) | 25.               |
| 142                          | Mathias Norsgaard (DEN)   | 90.               |
| 143                          | Jon Barrenetxea (ESP)     | 59.               |
| 144                          | Carlos Canal (ESP)        | 28.               |
| 145                          | Iván Romeo (ESP)          | DNF               |
| 146                          | Lorenzo Milesi (ITA)      | 89.               |
| 147                          | Gonzalo Serrano (ESP)     | 91.               |
| Sportchef : Jürgen Roelandts |                           |                   |

| Team Picnic-PostNL TPP  | Team Picnic-PostNL TPP    | Team Picnic-PostNL TPP |
| ----------------------- | ------------------------- | ---------------------- |
| #                       | Cyklist                   | Placering              |
| 151                     | Alexander Edmondson (AUS) | 117.                   |
| 152                     | Enzo Leijnse (NED)        | 119.                   |
| 153                     | Niklas Märkl (GER)        | DNF                    |
| 154                     | Julius van den Berg (NED) | 70.                    |
| 155                     | Tim Naberman (NED)        | DNF                    |
| 156                     | Kevin Vermaerke (USA)     | DNF                    |
| 157                     | Bram Welten (NED)         | 118.                   |
| Sportchef : Rudie Kemna |                           |                        |

| Team Jayco AlUla JAY      | Team Jayco AlUla JAY   | Team Jayco AlUla JAY |
| ------------------------- | ---------------------- | -------------------- |
| #                         | Cyklist                | Placering            |
| 161                       | Michael Matthews (AUS) | 27.                  |
| 162                       | Robert Donaldson (GBR) | 100.                 |
| 163                       | Jasha Sütterlin (GER)  | DNF                  |
| 164                       | Patrick Gamper (AUT)   | 102.                 |
| 165                       | Jelte Krijnsen (NED)   | 94.                  |
| 166                       | Kelland O'Brien (AUS)  | 84.                  |
| 167                       | Max Walscheid (GER)    | 93.                  |
| Sportchef : Mathew Hayman |                        |                      |

| Arkéa-B&B Hotels ARK          | Arkéa-B&B Hotels ARK  | Arkéa-B&B Hotels ARK |
| ----------------------------- | --------------------- | -------------------- |
| #                             | Cyklist               | Placering            |
| 171                           | Luca Mozzato (ITA)    | DNF                  |
| 172                           | Donavan Grondin (FRA) | DNF                  |
| 173                           | Léandre Lozouet (FRA) | 115.                 |
| 174                           | Amaury Capiot (BEL)   | DNS                  |
| 175                           | Miles Scotson (AUS)   | 99.                  |
| 176                           | Giosuè Epis (ITA)     | 85.                  |
| 177                           | Pierre Thierry (FRA)  | 107.                 |
| Sportchef : Sébastien Hinault |                       |                      |

| Lotto LOT                 | Lotto LOT                    | Lotto LOT |
| ------------------------- | ---------------------------- | --------- |
| #                         | Cyklist                      | Placering |
| 181                       | Jenno Berckmoes (BEL)        | 30.       |
| 182                       | Sébastien Grignard (BEL)     | 69.       |
| 183                       | Arjen Livyns (BEL)           | 23.       |
| 184                       | Alec Segaert (BEL)           | 47.       |
| 185                       | Steffen De Schuyteneer (BEL) | 41.       |
| 186                       | Brent Van Moer (BEL)         | 46.       |
| 187                       | Baptiste Veistroffer (FRA)   | 116.      |
| Sportchef : Tony Gallopin |                              |           |

| Israel-Premier Tech IPT | Israel-Premier Tech IPT   | Israel-Premier Tech IPT |
| ----------------------- | ------------------------- | ----------------------- |
| #                       | Cyklist                   | Placering               |
| 191                     | Tom Van Asbroeck (BEL)    | 86.                     |
| 192                     | Joseph Blackmore (GBR)    | 37.                     |
| 193                     | Matis Louvel (FRA)        | 21.                     |
| 194                     | Nadav Raisberg (ISR)      | 124.                    |
| 195                     | Michael Schwarzmann (GER) | DNF                     |
| 196                     | Guillaume Boivin (CAN)    | 87.                     |
| 197                     | Jake Stewart (GBR)        | 121.                    |
| Sportchef : Steve Bauer |                           |                         |

| Uno-X Mobility UXM             | Uno-X Mobility UXM                | Uno-X Mobility UXM |
| ------------------------------ | --------------------------------- | ------------------ |
| #                              | Cyklist                           | Placering          |
| 201                            | Jonas Abrahamsen (NOR)            | 61.                |
| 202                            | Markus Hoelgaard (NOR) (landsväg) | 45.                |
| 203                            | Erik Nordsæter Resell (NOR)       | DNF                |
| 204                            | William Blume Levy (DEN)          | 67.                |
| 205                            | Amund Grøndahl Jansen (NOR)       | DNF                |
| 206                            | Anders Skaarseth (NOR)            | 122.               |
| 207                            | Rasmus Fossum Tiller (NOR)        | 34.                |
| Sportchef : Gino Van Oudenhove |                                   |                    |

| Tudor Pro Cycling Team TUD | Tudor Pro Cycling Team TUD | Tudor Pro Cycling Team TUD |
| -------------------------- | -------------------------- | -------------------------- |
| #                          | Cyklist                    | Placering                  |
| 211                        | Matteo Trentin (ITA)       | 14.                        |
| 212                        | Marco Haller (AUT)         | 56.                        |
| 213                        | Petr Kelemen (CZE)         | DNF                        |
| 214                        | Alexander Krieger (GER)    | 108.                       |
| 215                        | Marius Mayrhofer (GER)     | DNF                        |
| 216                        | Rick Pluimers (NED)        | 72.                        |
| 217                        | Fabian Lienhard (SUI)      | 120.                       |
| Sportchef : Bart Leysen    |                            |                            |

| Team TotalEnergies TEN        | Team TotalEnergies TEN  | Team TotalEnergies TEN |
| ----------------------------- | ----------------------- | ---------------------- |
| #                             | Cyklist                 | Placering              |
| 221                           | Rayan Boulahoite (FRA)  | 55.                    |
| 222                           | Alexys Brunel (FRA)     | DNF                    |
| 223                           | Sandy Dujardin (FRA)    | 42.                    |
| 224                           | Thomas Gachignard (FRA) | 58.                    |
| 225                           | Samuel Leroux (FRA)     | 110.                   |
| 226                           | Geoffrey Soupe (FRA)    | DNF                    |
| 227                           | Anthony Turgis (FRA)    | 29.                    |
| Sportchef : Dominique Arnould |                         |                        |

| Q36.5 Pro Cycling Team Q36 | Q36.5 Pro Cycling Team Q36 | Q36.5 Pro Cycling Team Q36 |
| -------------------------- | -------------------------- | -------------------------- |
| #                          | Cyklist                    | Placering                  |
| 231                        | Fabio Christen (SUI)       | 57.                        |
| 232                        | David González (ESP)       | 105.                       |
| 233                        | Kamil Małecki (POL)        | DNF                        |
| 234                        | Nicolò Parisini (ITA)      | 32.                        |
| 235                        | Jannik Steimle (GER)       | 68.                        |
| 236                        | Rory Townsend (IRL)        | 101.                       |
| 237                        | Giacomo Nizzolo (ITA)      | DNF                        |
| Sportchef : Jens Zemke     |                            |                            |

| Team Flanders-Baloise TFB  | Team Flanders-Baloise TFB | Team Flanders-Baloise TFB |
| -------------------------- | ------------------------- | ------------------------- |
| #                          | Cyklist                   | Placering                 |
| 241                        | Alex Colman (BEL)         | 79.                       |
| 242                        | Toon Clynhens (BEL)       | DNF                       |
| 243                        | Siebe Deweirdt (BEL)      | 130.                      |
| 244                        | Jonas Geens (BEL)         | 83.                       |
| 245                        | Elias Maris (BEL)         | 111.                      |
| 246                        | Brem Deman (BEL)          | DNF                       |
| 247                        | Dylan Vandenstorme (BEL)  | 104.                      |
| Sportchef : Hans De Clercq |                           |                           |

| Alpecin-Deceuninck ADC          | Alpecin-Deceuninck ADC     | Alpecin-Deceuninck ADC |
| ------------------------------- | -------------------------- | ---------------------- |
| #                               | Cyklist                    | Placering              |
| 1                               | Mathieu van der Poel (NED) | 1.                     |
| 2                               | Tobias Bayer (AUT)         | DNF                    |
| 3                               | Xandro Meurisse (BEL)      | 49.                    |
| 4                               | Juri Hollmann (GER)        | DNF                    |
| 5                               | Silvan Dillier (SUI)       | DNF                    |
| 6                               | Oscar Riesebeek (NED)      | 127.                   |
| 7                               | Gianni Vermeersch (BEL)    | 16.                    |
| Sportchef : Christoph Roodhooft |                            |                        |

| UAE Team Emirates XRG UAD | UAE Team Emirates XRG UAD   | UAE Team Emirates XRG UAD |
| ------------------------- | --------------------------- | ------------------------- |
| #                         | Cyklist                     | Placering                 |
| 11                        | Florian Vermeersch (BEL)    | 24.                       |
| 12                        | Filippo Baroncini (ITA)     | DNF                       |
| 13                        | Mikkel Bjerg (DEN)          | 51.                       |
| 14                        | António Morgado (POR)       | 33.                       |
| 15                        | Juan Sebastián Molano (COL) | DNF                       |
| 16                        | Nils Politt (GER)           | 18.                       |
| 17                        | Tim Wellens (BEL)           | 8.                        |
| Sportchef : Marco Marcato |                             |                           |

| Team Visma \| Lease a Bike TVL | Team Visma \| Lease a Bike TVL | Team Visma \| Lease a Bike TVL |
| ------------------------------ | ------------------------------ | ------------------------------ |
| #                              | Cyklist                        | Placering                      |
| 21                             | Wout van Aert (BEL)            | 15.                            |
| 22                             | Edoardo Affini (ITA)           | 78.                            |
| 23                             | Tiesj Benoot (BEL)             | 20.                            |
| 24                             | Julien Vermote (BEL)           | DNF                            |
| 25                             | Matteo Jorgenson (USA)         | 9.                             |
| 26                             | Dylan van Baarle (NED)         | 65.                            |
| 27                             | Tosh Van der Sande (BEL)       | 129.                           |
| Sportchef : Arthur Van Dongen  |                                |                                |

| Soudal Quick-Step SOQ   | Soudal Quick-Step SOQ   | Soudal Quick-Step SOQ |
| ----------------------- | ----------------------- | --------------------- |
| #                       | Cyklist                 | Placering             |
| 31                      | Luke Lamperti (USA)     | 39.                   |
| 32                      | Louis Vervaeke (BEL)    | DNF                   |
| 33                      | Gil Gelders (BEL)       | DNF                   |
| 34                      | Casper Pedersen (DEN)   | 4.                    |
| 35                      | Pepijn Reinderink (NED) | 80.                   |
| 36                      | Jordi Warlop (BEL)      | DNF                   |
| 37                      | Dries Van Gestel (BEL)  | DNF                   |
| Sportchef : Iljo Keisse |                         |                       |

| Intermarché-Wanty IWA      | Intermarché-Wanty IWA                | Intermarché-Wanty IWA |
| -------------------------- | ------------------------------------ | --------------------- |
| #                          | Cyklist                              | Placering             |
| 41                         | Biniam Girmay (ERI)                  | 22.                   |
| 42                         | Vito Braet (BEL)                     | 31.                   |
| 43                         | Hugo Page (FRA)                      | 74.                   |
| 44                         | Jonas Rutsch (GER)                   | 53.                   |
| 45                         | Roel Daan van Sintmaartensdijk (NED) | DNF                   |
| 46                         | Adrien Petit (FRA)                   | DNF                   |
| 47                         | Taco van der Hoorn (NED)             | 128.                  |
| Sportchef : Dimitri Claeys |                                      |                       |

| XDS Astana Team XAT         | XDS Astana Team XAT     | XDS Astana Team XAT |
| --------------------------- | ----------------------- | ------------------- |
| #                           | Cyklist                 | Placering           |
| 51                          | Aaron Gate (NZL)        | 112.                |
| 52                          | Yevgeniy Fedorov (KAZ)  | 13.                 |
| 53                          | Michele Gazzoli (ITA)   | 43.                 |
| 54                          | Matteo Malucelli (ITA)  | DNF                 |
| 55                          | Alessandro Romele (ITA) | DNS                 |
| 56                          | Mike Teunissen (NED)    | 10.                 |
| 57                          | Davide Toneatti (ITA)   | 48.                 |
| Sportchef : Laurenzo Lapage |                         |                     |

| Bahrain Victorious TBV   | Bahrain Victorious TBV    | Bahrain Victorious TBV |
| ------------------------ | ------------------------- | ---------------------- |
| #                        | Cyklist                   | Placering              |
| 61                       | Matej Mohorič (SLO)       | DNF                    |
| 62                       | Alberto Bruttomesso (ITA) | DNF                    |
| 63                       | Roman Ermakov (RUS)       | 103.                   |
| 64                       | Kamil Gradek (POL)        | 92.                    |
| 65                       | Vlad Van Mechelen (BEL)   | 35.                    |
| 66                       | Robert Stannard (AUS)     | 38.                    |
| 67                       | Fred Wright (GBR)         | 109.                   |
| Sportchef : Michał Gołaś |                           |                        |

| Red Bull-Bora-Hansgrohe RBH | Red Bull-Bora-Hansgrohe RBH | Red Bull-Bora-Hansgrohe RBH |
| --------------------------- | --------------------------- | --------------------------- |
| #                           | Cyklist                     | Placering                   |
| 71                          | Laurence Pithie (NZL)       | 73.                         |
| 72                          | Gianni Moscon (ITA)         | DNF                         |
| 73                          | Filip Maciejuk (POL)        | 95.                         |
| 74                          | Mick van Dijke (NED)        | 81.                         |
| 75                          | Sam Welsford (AUS)          | DNF                         |
| 76                          | Oier Lazkano (ESP)          | DNF                         |
| 77                          | Tim van Dijke (NED)         | 19.                         |
| Sportchef : Roger Hammond   |                             |                             |

| Cofidis COF                  | Cofidis COF             | Cofidis COF |
| ---------------------------- | ----------------------- | ----------- |
| #                            | Cyklist                 | Placering   |
| 81                           | Aimé De Gendt (BEL)     | 7.          |
| 82                           | Clément Izquierdo (FRA) | 82.         |
| 83                           | Oliver Knight (GBR)     | 113.        |
| 84                           | Jan Maas (NED)          | 97.         |
| 85                           | Eddy Finé (FRA)         | DNF         |
| 86                           | Sam Maisonobe (FRA)     | 71.         |
| 87                           | Ludovic Robeet (BEL)    | 132.        |
| Sportchef : Thierry Marichal |                         |             |

| Decathlon-AG2R La Mondiale DAT | Decathlon-AG2R La Mondiale DAT           | Decathlon-AG2R La Mondiale DAT |
| ------------------------------ | ---------------------------------------- | ------------------------------ |
| #                              | Cyklist                                  | Placering                      |
| 91                             | Oliver Naesen (BEL)                      | 12.                            |
| 92                             | Dries De Bondt (BEL)                     | 50.                            |
| 93                             | Sander De Pestel (BEL)                   | 66.                            |
| 94                             | Oscar Chamberlain (AUS)                  | 98.                            |
| 95                             | Pierre Gautherat (FRA)                   | 26.                            |
| 96                             | Rasmus Søjberg Pedersen (DEN) (landsväg) | 96.                            |
| 97                             | Aurélien Paret-Peintre (FRA)             | 62.                            |
| Sportchef : Julien Jurdie      |                                          |                                |

| EF Education-EasyPost EFE | EF Education-EasyPost EFE | EF Education-EasyPost EFE |
| ------------------------- | ------------------------- | ------------------------- |
| #                         | Cyklist                   | Placering                 |
| 101                       | Owain Doull (GBR)         | 44.                       |
| 102                       | Vincenzo Albanese (ITA)   | 36.                       |
| 103                       | Madis Mihkels (EST)       | 88.                       |
| 104                       | Jack Rootkin-Gray (GBR)   | 106.                      |
| 105                       | Harry Sweeny (AUS)        | 63.                       |
| 106                       | Neilson Powless (USA)     | 64.                       |
| 107                       | Max Walker (GBR)          | 126.                      |
| Sportchef : Andreas Klier |                           |                           |

| Groupama-FDJ GFC             | Groupama-FDJ GFC        | Groupama-FDJ GFC |
| ---------------------------- | ----------------------- | ---------------- |
| #                            | Cyklist                 | Placering        |
| 111                          | Stefan Küng (SUI)       | 6.               |
| 112                          | Lewis Askey (GBR)       | 75.              |
| 113                          | Sven Erik Bystrøm (NOR) | 123.             |
| 114                          | Johan Jacobs (SUI)      | 40.              |
| 115                          | Olivier Le Gac (FRA)    | DNF              |
| 116                          | Valentin Madouas (FRA)  | 17.              |
| 117                          | Clément Russo (FRA)     | 114.             |
| Sportchef : Frédéric Guesdon |                         |                  |

| Ineos Grenadiers IGD     | Ineos Grenadiers IGD | Ineos Grenadiers IGD |
| ------------------------ | -------------------- | -------------------- |
| #                        | Cyklist              | Placering            |
| 121                      | Filippo Ganna (ITA)  | 3.                   |
| 122                      | Tobias Foss (NOR)    | 125.                 |
| 123                      | Bob Jungels (LUX)    | 54.                  |
| 124                      | Connor Swift (GBR)   | 77.                  |
| 125                      | Josh Tarling (GBR)   | 60.                  |
| 126                      | Ben Turner (GBR)     | DNF                  |
| 127                      | Samuel Watson (GBR)  | 76.                  |
| Sportchef : Ian Stannard |                      |                      |

| Lidl-Trek LTK            | Lidl-Trek LTK             | Lidl-Trek LTK |
| ------------------------ | ------------------------- | ------------- |
| #                        | Cyklist                   | Placering     |
| 131                      | Mads Pedersen (DEN)       | 2.            |
| 132                      | Tim Declercq (BEL)        | DNF           |
| 133                      | Alex Kirsch (LUX)         | 52.           |
| 134                      | Toms Skujiņš (LAT)        | 11.           |
| 135                      | Jasper Stuyven (BEL)      | 5.            |
| 136                      | Tim Torn Teutenberg (GER) | 131.          |
| 137                      | Mathias Vacek (CZE)       | DNF           |
| Sportchef : Grégory Rast |                           |               |

| Movistar Team MOV            | Movistar Team MOV         | Movistar Team MOV |
| ---------------------------- | ------------------------- | ----------------- |
| #                            | Cyklist                   | Placering         |
| 141                          | Iván García Cortina (ESP) | 25.               |
| 142                          | Mathias Norsgaard (DEN)   | 90.               |
| 143                          | Jon Barrenetxea (ESP)     | 59.               |
| 144                          | Carlos Canal (ESP)        | 28.               |
| 145                          | Iván Romeo (ESP)          | DNF               |
| 146                          | Lorenzo Milesi (ITA)      | 89.               |
| 147                          | Gonzalo Serrano (ESP)     | 91.               |
| Sportchef : Jürgen Roelandts |                           |                   |

| Team Picnic-PostNL TPP  | Team Picnic-PostNL TPP    | Team Picnic-PostNL TPP |
| ----------------------- | ------------------------- | ---------------------- |
| #                       | Cyklist                   | Placering              |
| 151                     | Alexander Edmondson (AUS) | 117.                   |
| 152                     | Enzo Leijnse (NED)        | 119.                   |
| 153                     | Niklas Märkl (GER)        | DNF                    |
| 154                     | Julius van den Berg (NED) | 70.                    |
| 155                     | Tim Naberman (NED)        | DNF                    |
| 156                     | Kevin Vermaerke (USA)     | DNF                    |
| 157                     | Bram Welten (NED)         | 118.                   |
| Sportchef : Rudie Kemna |                           |                        |

| Team Jayco AlUla JAY      | Team Jayco AlUla JAY   | Team Jayco AlUla JAY |
| ------------------------- | ---------------------- | -------------------- |
| #                         | Cyklist                | Placering            |
| 161                       | Michael Matthews (AUS) | 27.                  |
| 162                       | Robert Donaldson (GBR) | 100.                 |
| 163                       | Jasha Sütterlin (GER)  | DNF                  |
| 164                       | Patrick Gamper (AUT)   | 102.                 |
| 165                       | Jelte Krijnsen (NED)   | 94.                  |
| 166                       | Kelland O'Brien (AUS)  | 84.                  |
| 167                       | Max Walscheid (GER)    | 93.                  |
| Sportchef : Mathew Hayman |                        |                      |

| Arkéa-B&B Hotels ARK          | Arkéa-B&B Hotels ARK  | Arkéa-B&B Hotels ARK |
| ----------------------------- | --------------------- | -------------------- |
| #                             | Cyklist               | Placering            |
| 171                           | Luca Mozzato (ITA)    | DNF                  |
| 172                           | Donavan Grondin (FRA) | DNF                  |
| 173                           | Léandre Lozouet (FRA) | 115.                 |
| 174                           | Amaury Capiot (BEL)   | DNS                  |
| 175                           | Miles Scotson (AUS)   | 99.                  |
| 176                           | Giosuè Epis (ITA)     | 85.                  |
| 177                           | Pierre Thierry (FRA)  | 107.                 |
| Sportchef : Sébastien Hinault |                       |                      |

| Lotto LOT                 | Lotto LOT                    | Lotto LOT |
| ------------------------- | ---------------------------- | --------- |
| #                         | Cyklist                      | Placering |
| 181                       | Jenno Berckmoes (BEL)        | 30.       |
| 182                       | Sébastien Grignard (BEL)     | 69.       |
| 183                       | Arjen Livyns (BEL)           | 23.       |
| 184                       | Alec Segaert (BEL)           | 47.       |
| 185                       | Steffen De Schuyteneer (BEL) | 41.       |
| 186                       | Brent Van Moer (BEL)         | 46.       |
| 187                       | Baptiste Veistroffer (FRA)   | 116.      |
| Sportchef : Tony Gallopin |                              |           |

| Israel-Premier Tech IPT | Israel-Premier Tech IPT   | Israel-Premier Tech IPT |
| ----------------------- | ------------------------- | ----------------------- |
| #                       | Cyklist                   | Placering               |
| 191                     | Tom Van Asbroeck (BEL)    | 86.                     |
| 192                     | Joseph Blackmore (GBR)    | 37.                     |
| 193                     | Matis Louvel (FRA)        | 21.                     |
| 194                     | Nadav Raisberg (ISR)      | 124.                    |
| 195                     | Michael Schwarzmann (GER) | DNF                     |
| 196                     | Guillaume Boivin (CAN)    | 87.                     |
| 197                     | Jake Stewart (GBR)        | 121.                    |
| Sportchef : Steve Bauer |                           |                         |

| Uno-X Mobility UXM             | Uno-X Mobility UXM                | Uno-X Mobility UXM |
| ------------------------------ | --------------------------------- | ------------------ |
| #                              | Cyklist                           | Placering          |
| 201                            | Jonas Abrahamsen (NOR)            | 61.                |
| 202                            | Markus Hoelgaard (NOR) (landsväg) | 45.                |
| 203                            | Erik Nordsæter Resell (NOR)       | DNF                |
| 204                            | William Blume Levy (DEN)          | 67.                |
| 205                            | Amund Grøndahl Jansen (NOR)       | DNF                |
| 206                            | Anders Skaarseth (NOR)            | 122.               |
| 207                            | Rasmus Fossum Tiller (NOR)        | 34.                |
| Sportchef : Gino Van Oudenhove |                                   |                    |

| Tudor Pro Cycling Team TUD | Tudor Pro Cycling Team TUD | Tudor Pro Cycling Team TUD |
| -------------------------- | -------------------------- | -------------------------- |
| #                          | Cyklist                    | Placering                  |
| 211                        | Matteo Trentin (ITA)       | 14.                        |
| 212                        | Marco Haller (AUT)         | 56.                        |
| 213                        | Petr Kelemen (CZE)         | DNF                        |
| 214                        | Alexander Krieger (GER)    | 108.                       |
| 215                        | Marius Mayrhofer (GER)     | DNF                        |
| 216                        | Rick Pluimers (NED)        | 72.                        |
| 217                        | Fabian Lienhard (SUI)      | 120.                       |
| Sportchef : Bart Leysen    |                            |                            |

| Team TotalEnergies TEN        | Team TotalEnergies TEN  | Team TotalEnergies TEN |
| ----------------------------- | ----------------------- | ---------------------- |
| #                             | Cyklist                 | Placering              |
| 221                           | Rayan Boulahoite (FRA)  | 55.                    |
| 222                           | Alexys Brunel (FRA)     | DNF                    |
| 223                           | Sandy Dujardin (FRA)    | 42.                    |
| 224                           | Thomas Gachignard (FRA) | 58.                    |
| 225                           | Samuel Leroux (FRA)     | 110.                   |
| 226                           | Geoffrey Soupe (FRA)    | DNF                    |
| 227                           | Anthony Turgis (FRA)    | 29.                    |
| Sportchef : Dominique Arnould |                         |                        |

| Q36.5 Pro Cycling Team Q36 | Q36.5 Pro Cycling Team Q36 | Q36.5 Pro Cycling Team Q36 |
| -------------------------- | -------------------------- | -------------------------- |
| #                          | Cyklist                    | Placering                  |
| 231                        | Fabio Christen (SUI)       | 57.                        |
| 232                        | David González (ESP)       | 105.                       |
| 233                        | Kamil Małecki (POL)        | DNF                        |
| 234                        | Nicolò Parisini (ITA)      | 32.                        |
| 235                        | Jannik Steimle (GER)       | 68.                        |
| 236                        | Rory Townsend (IRL)        | 101.                       |
| 237                        | Giacomo Nizzolo (ITA)      | DNF                        |
| Sportchef : Jens Zemke     |                            |                            |

| Team Flanders-Baloise TFB  | Team Flanders-Baloise TFB | Team Flanders-Baloise TFB |
| -------------------------- | ------------------------- | ------------------------- |
| #                          | Cyklist                   | Placering                 |
| 241                        | Alex Colman (BEL)         | 79.                       |
| 242                        | Toon Clynhens (BEL)       | DNF                       |
| 243                        | Siebe Deweirdt (BEL)      | 130.                      |
| 244                        | Jonas Geens (BEL)         | 83.                       |
| 245                        | Elias Maris (BEL)         | 111.                      |
| 246                        | Brem Deman (BEL)          | DNF                       |
| 247                        | Dylan Vandenstorme (BEL)  | 104.                      |
| Sportchef : Hans De Clercq |                           |                           |

Förklaringar
DNF = Fullföljde inte, OTL = Utanför tidsgränsen, DNS = Startade inte, DSQ = Diskvalificerad